# Bianwen
Bianwen (chinesisch 變文 / 变文, Pinyin biànwén, W.-G. pien-wen, englisch transformation text / 'incident-text' – „Verwandlungstexte / Wandlungstexte“), auch Dunhuang-Bianwen (燉煌變文 / 敦煌变文,  Dūnhuáng biànwén,  Tun-huang pien-wen) oder kurz Bian (變 / 变,  biàn,  pien) benannt, waren eine in der Zeit der Tang-Dynastie (618–907) populäre balladenhafte Dichtungsform meist über buddhistische Themen mit wechselweise gereimten und ungereimten Passagen. Die Bianwen-Dichtungen verwenden auch häufig buddhistische Terminologie.
Im Stil einer Erzählungs- und Gesangsformen verwendenden Dichtung wurden von den buddhistischen Tempeln und Klöstern dem gemeinen Volk damit die Aufnahme der Inhalte der Sutras durch leichter verständliche umgangssprachliche Texte erleichtert. Der Buddhismus fand in China von der Wei- (220–265) und Jin- (265–420) an bis zur Sui- (581–618) und Tang-Dynastie (618–907) weite Verbreitung und die Klöster und Tempel verwendeten vielfältige Popularisierungsmittel, wie beispielsweise Zhuandu (Lesung), Changdao (Gesang) und Sujiang (volkstümliche Predigt).
Die mit Instrumental- und Gesangsbegleitung vorgetragenen Sujiang (volkstümlichen Predigten) waren in der Zeit der Tang-Dynastie (618–907) sehr beliebt, als Volkskünstler auch damit begannen, Sagen und Märchen durch Shuochang (eine Erzählung und Gesang verbindende Form des Geschichtenerzählens) in der Form der Bianwen zu erzählen. Damals wurden im Shuochang nicht nur Gesang und Erzählung miteinander kombiniert, sondern zum Vortrag wurden auch Zeichnungen verwendet, um dem Publikum den Inhalt besser zu veranschaulichen.
Der Bianwen-Stil zwischen Vers und Prosa ist vergleichbar mit dem der Sanskrit-Sutras. Der traditionelle Stil wird darin nicht nur fortgepflanzt und weiterentwickelt, sondern er liefert auch ein gutes Beispiel für sogenannte Guqu Changci (trommelspielbegleitete Arien/Lieder/Libretti/Balladen).
Seit der Nördlichen Song-Dynastie (960–1127) entstanden verschiedene literarische Formen, darunter Huaben (umgangssprachliche Erzählungen), Cihua (Erzählungen mit Teilen in Versen), Xiqu (traditionelle Oper) und so weiter. Die in der Zeit der Tang-Dynastie populären Bianwen waren wegen ihrer ungünstigen Inszenierung und die Diskriminierung durch Feudalherrscher im Niedergang begriffen.
Die seit der Tang-Dynastie (618–907) vorherrschende, Erzählung und Gesang verbindende Form des Geschichtenerzählens war ein Meilenstein in der Geschichte der chinesischen Quyi (volkstümliche Gesangs- und Vortragskunstform) -Entwicklung. Verschiedene traditionelle Opern gingen später im Wesentlichen aus dieser Form hervor. Wie die Bianwen stammen die Wandbilder Bianxiang in Höhlentempeln von einem buddhistischen Sutra, wobei strittig ist, ob diese Bilder erzählenden Charakter hatten und wie ansonsten tragbare Rollbilder als Illustration des Erzählvortrags dienten.

## Drei Typen
Im Wesentlichen werden drei Arten von Bianwen unterschieden:
1. Bianwen mit buddhistischen Themen, z. B. Xiangmo bianwen 降魔變文 (Bezwingung der Dämonen), Pomo bianwen 破魔變文 (Sieg über die Dämonen), Damuqianlian mingjian jiumu bianwen 大目乾連冥間救母變文 (Mahāmaudgalyāyana rettet seine Mutter aus der Hölle).
2. Bianwen mit historischen Themen, z. B. Wu Zixu bianwen 伍子胥變文 (Wu Zixu), Wang Zhaojun bianwen 王昭君變文 (Wang Zhaojun), Han Qinhu huaben 韓擒虎話本 (Geschichte vom Tigerfänger Han), Tang Taizong ruming ji 唐太宗入冥記 (Aufzeichnungen über Tang Taizongs Eintritt in die Unterwelt).
3. Bianwen mit Themen alter Volkssagen, z. B. Shunzi zhixiao bianwen 舜子至孝變文 (Shunzi), Liujia taizi bianwen 劉家太子變文 (Der Kronprinz aus dem Hause Liu), Dong Yong bianwen 董永變文 (Dong Yong).

## Moderne Ausgaben
- Dunhuang bianwen ji;[21] Dunhuang geci zongbian; Dunhuang bianwen xuanzhu; Dunhuang bianwen jiaozhu

### Nachschlagewerke
- Cihai („Meer der Wörter“), Shanghai cishu chubanshe, Shanghai 2002, ISBN 7-5326-0839-5
- Volker Klöpsch & Eva Müller (Hrsg.): Lexikon der chinesischen Literatur, München: C.H. Beck 2004 – (books.google.de)
- Helwig Schmidt-Glintzer: Geschichte der chinesischen Literatur. Bern 1990, ISBN 3-406-45337-6 – (books.google.de)